# بيتر هيثرينجتون
بيتر هيثرينجتون (بالإنجليزية: Peter Heatherington)‏ مواليد 18 فبراير 1949 في نورثمبرلاند، المملكة المتحدة، هو سائق راليات بريطاني سابق. بدأ مسيرته في سنة 2000. كان أول رالي له هو رالي ويلز 2000. شارك في بطولة العالم للراليات.